# 肯尼特山
67°3′S 65°10′W / 67.050°S 65.167°W
肯尼特山是南極洲的山峰，位於葛拉漢地的弗因海岸，處於夸特梅因冰川和弗里克冰川之間，海拔高度1,360米，由英國探險隊繪入地圖，現時由南極條約體系管理。